# Eleições parlamentares europeias de 2009 (Letónia)
As eleições parlamentares europeia de 2009 na Letónia, realizaram-se a 6 de junho e, serviram para eleger os 8 deputados nacionais ao Parlamento Europeu.

## Resultados Oficiais
| Partido                 | Partido                                   | Votos     | %               | +/-   | Deputados | +/-     |
| ----------------------- | ----------------------------------------- | --------- | --------------- | ----- | --------- | ------- |
|                         | União Cívica                              | 192 537   | 24,32 / 100,00  | Novo  | 2 / 8     | Novo    |
|                         | Centro da "Harmonia"                      | 154 894   | 19,57 / 100,00  | 13,15 | 2 / 8     | 2       |
|                         | Pelos Direitos Humanos numa Letónia Unida | 76 436    | 9,66 / 100,00   | 1,00  | 1 / 8     | Estável |
|                         | Partido Letónia Primeiro - Via Letã       | 59 326    | 7,49 / 100,00   | 2,30  | 1 / 8     | Estável |
|                         | Pela Pátria e Liberdade/LNNK              | 58 991    | 7,45 / 100,00   | 22,28 | 1 / 8     | 3       |
|                         | Partido da Nova Era                       | 52 751    | 6,66 / 100,00   | 13,05 | 1 / 8     | 1       |
|                         | Libertas                                  | 34 073    | 4,30 / 100,00   | Novo  | 0 / 8     | Novo    |
|                         | Sociedade por Outras Políticas            | 30 444    | 3,85 / 100,00   | Novo  | 0 / 8     | Novo    |
|                         | Partido Social-Democrata Operário         | 30 004    | 3,79 / 100,00   | 0,98  | 0 / 8     | Estável |
|                         | União de Verdes e Camponeses              | 29 463    | 3,72 / 100,00   | 0,53  | 0 / 8     | Estável |
|                         | Tudo pela Letónia                         | 22 240    | 2,81 / 100,00   | Novo  | 0 / 8     | Novo    |
|                         | Partido Popular                           | 21 968    | 2,78 / 100,00   | 3,85  | 0 / 8     | 1       |
|                         | Outros                                    | 13 957    | 1,76 / 100,00   |       | 0 / 8     |         |
| Votos Inválidos         | Votos Inválidos                           | 20 140    | 2,53 / 100,00   | 0,91  |           |         |
| Total                   | Total                                     | 797 219   | 100,00 / 100,00 |       | 8 / 8     | 1       |
| Eleitorado/Participação | Eleitorado/Participação                   | 1 484 781 | 53,69 / 100,00  | 12,81 |           |         |
| Fonte                   | Fonte                                     | [ 1 ]     | [ 1 ]           | [ 1 ] | [ 1 ]     | [ 1 ]   |